# Museu d'Art Islàmic (Berlín)
El Museu d'Art Islàmic (alemany: Museum für Islamische Kunst) es troba al Museu de Pèrgam i forma part de la Staatliche Museen de Berlín.

## Col·lecció
El museu exhibeix diverses obres d'art islàmic des del segle VII fins al segle xix des de la zona compresa entre Espanya i l'Índia. L'activitat d'excavació a Madain, Samarra i Tabgha, així com les oportunitats d'adquisició, van conduir al fet que Egipte, l'Orient Pròxim i l'Iran, en particular, fossin punts focals importants. Altres regions estan representades per objectes o grups importants de col·lecció, com ara la cal·ligrafia i la pintura en miniatura de l'Imperi Mogol o les obres d'art d'ivori sicilianes.

### Objectes importants de la col·lecció
A causa de la seva mida, importància històrica de l'art o popularitat entre els visitants del museu, els més destacats són:
- Façana d'Al-Mushatta
- L'habitació d'Alep és el revestiment de parets de la casa d'un corredor a Alep, Síria, que es va encarregar durant el període otomà.[2]
- Cúpula de l'Alhambra[3][4][5]
- Mihrab de Kaixan
- Mihrab de Konya
- Drac - Catifa de Fènix Anatòlia, principis del segle XV.
- Escriptori plegable de l'Alcorà, Àsia Menor (Konya), segle xiii
- Art del llibre (exposició canviant als armaris d'art del llibre).

A més de l'exposició permanent, el museu també mostra exposicions d'art modern del món islàmic, el 2008, per exemple, "Turkish Delight" (disseny turc contemporani) i "Naqsh" (gènere i models a l'Iran).

El 2009, el museu va rebre en préstec permanent una col·lecció d'art islàmic del col·leccionista londinenc Edmund de Unger (1918–2011), l'anomenada "Col·lecció Keir", que anteriorment es trobava a casa seva a Ham, Surrey. La col·lecció, reunida durant més de 50 anys, comprèn unes 1.500 obres d'art que abasten 2.000 anys i és una de les col·leccions privades d'art islàmic més grans. Més de cent mostres de la col·lecció Keir es van mostrar per primera vegada el 2007/2008 a l'exposició especial Sammlerglück. Art islàmic de la col·lecció Edmund de Unger presentat al públic al Museu de Pèrgam. Una altra exposició especial amb parts d'aquest préstec es va dur a terme a partir del març del 2010 com a part de l'exposició permanent del Museu d'Art Islàmic titulada Sammlerglück. Obres mestres de l'art islàmic de la col·lecció Keir. El juliol de 2012, es va donar per finalitzada la cooperació entre els museus nacionals del patrimoni cultural Berlín-Prussià i els propietaris de la Col·lecció Edmund de Unger i es va retirar la col·lecció, que originalment tenia la intenció de ser un préstec a llarg termini. Els motius exposats van ser diferents idees sobre com continuar treballant amb la col·lecció.

Examples of important objects
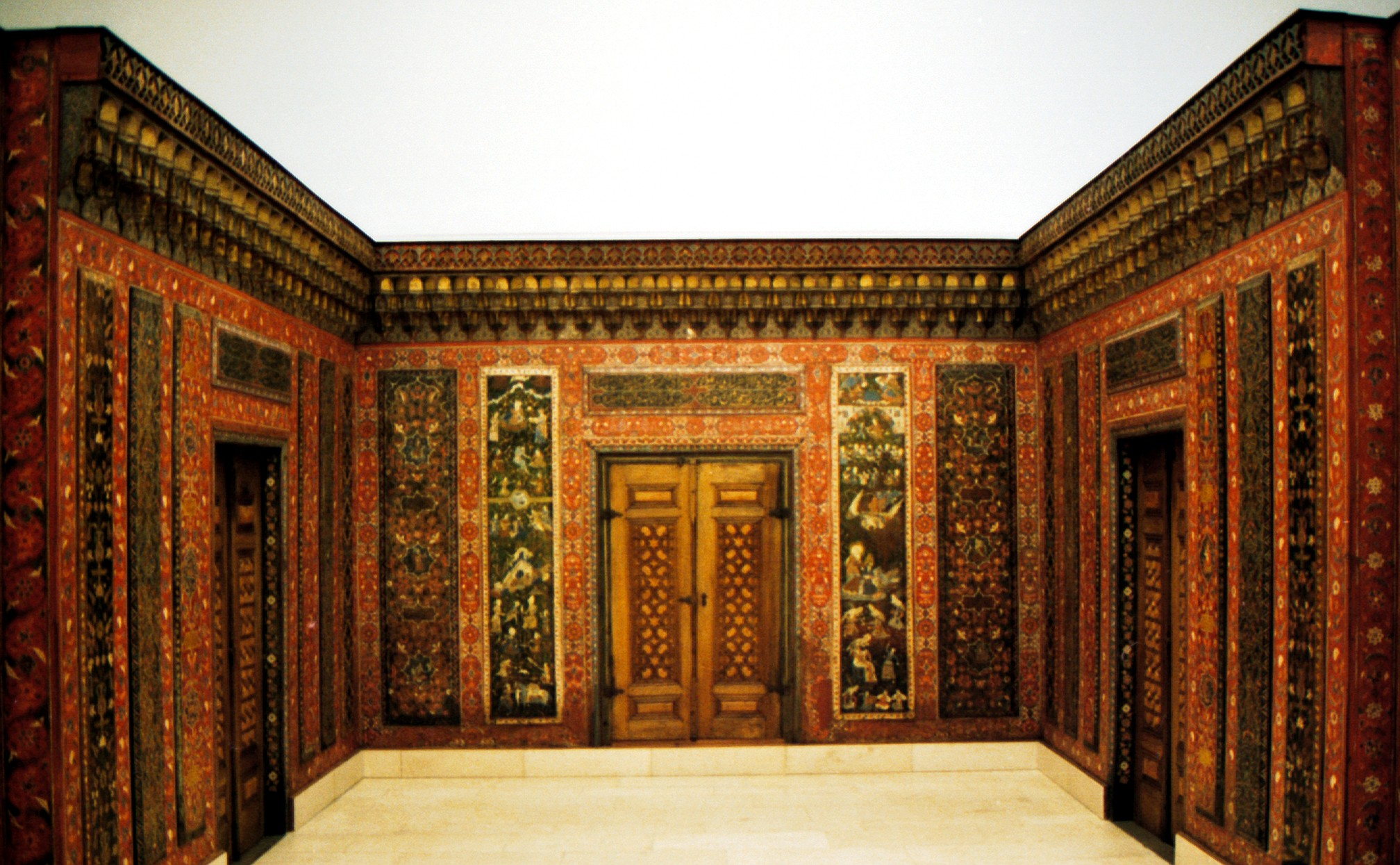
Sala Alep
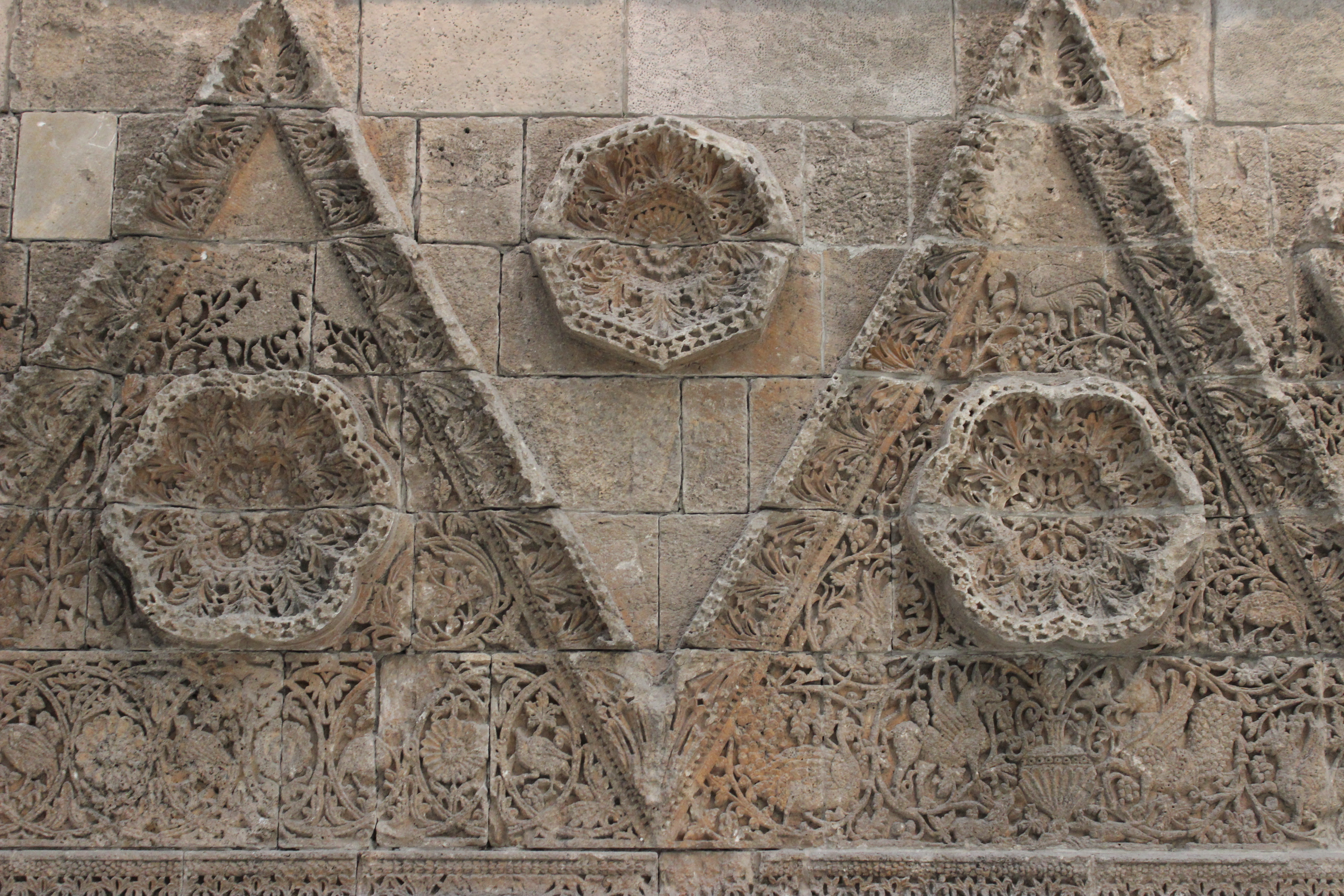
Façana de Mshatta (detall)
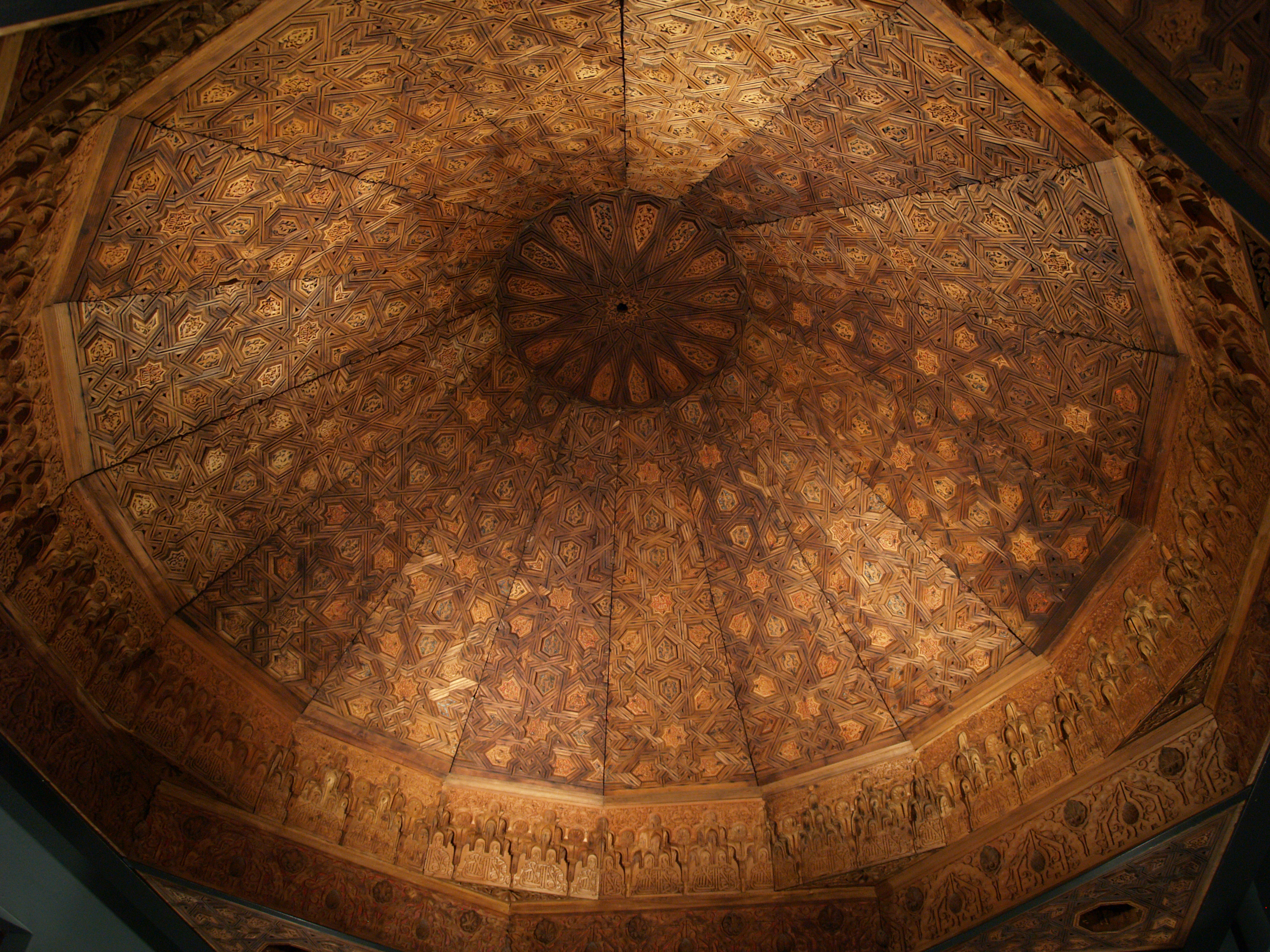
Sostre de la Torre de les Dames (Alhambra)
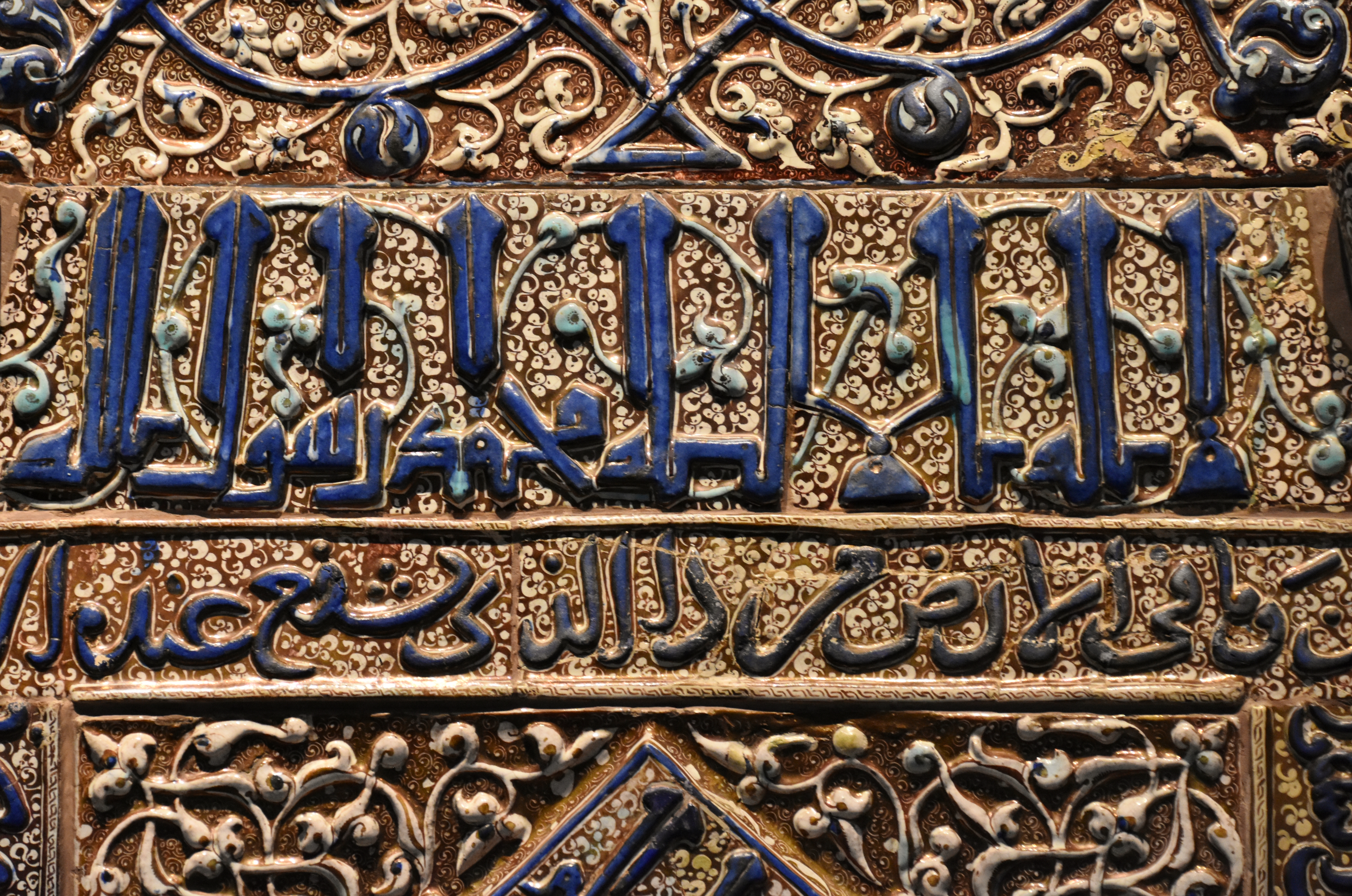
Mihrab de Kashan (detall)
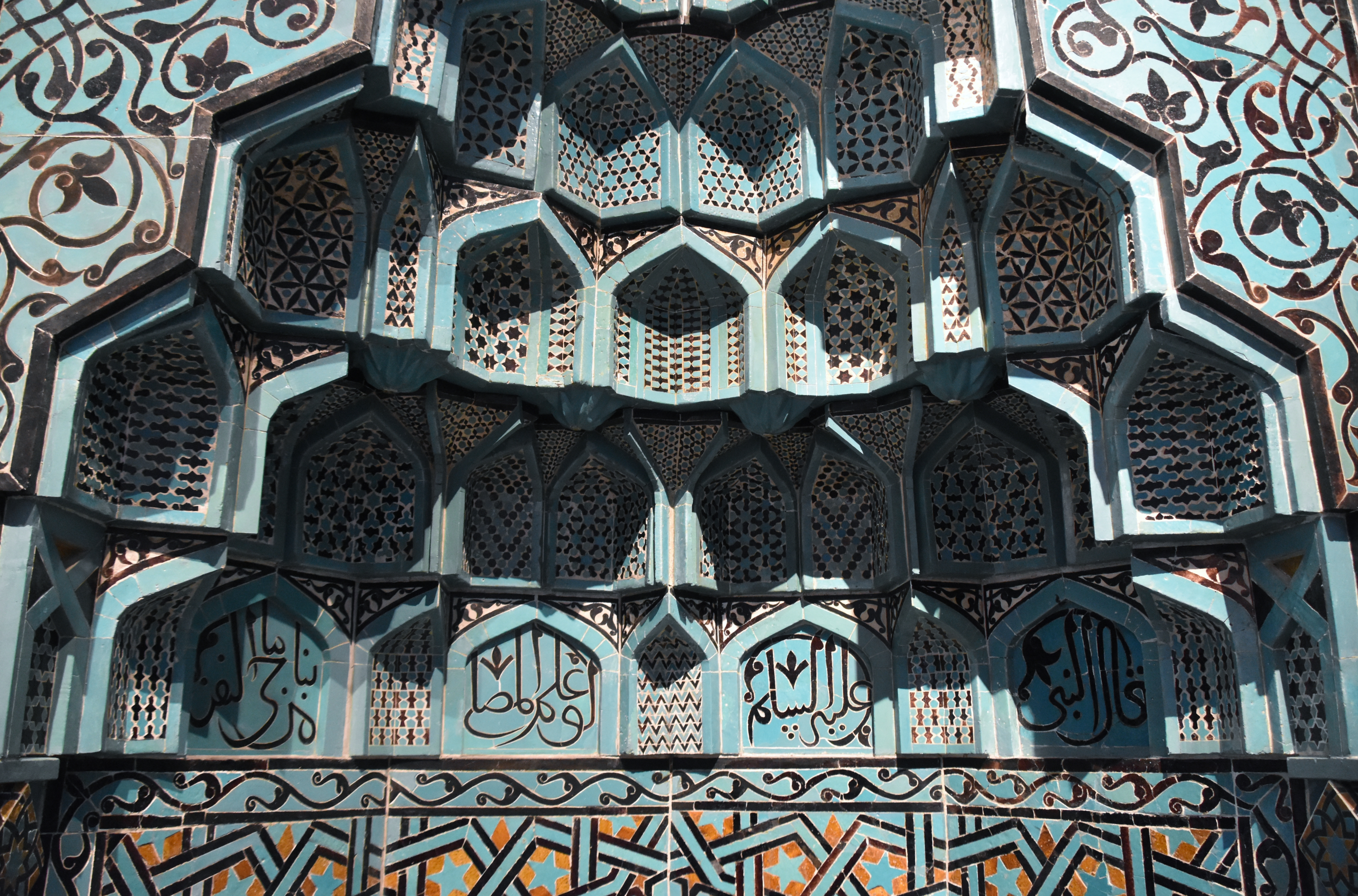
Mihrab de Konya (detall)
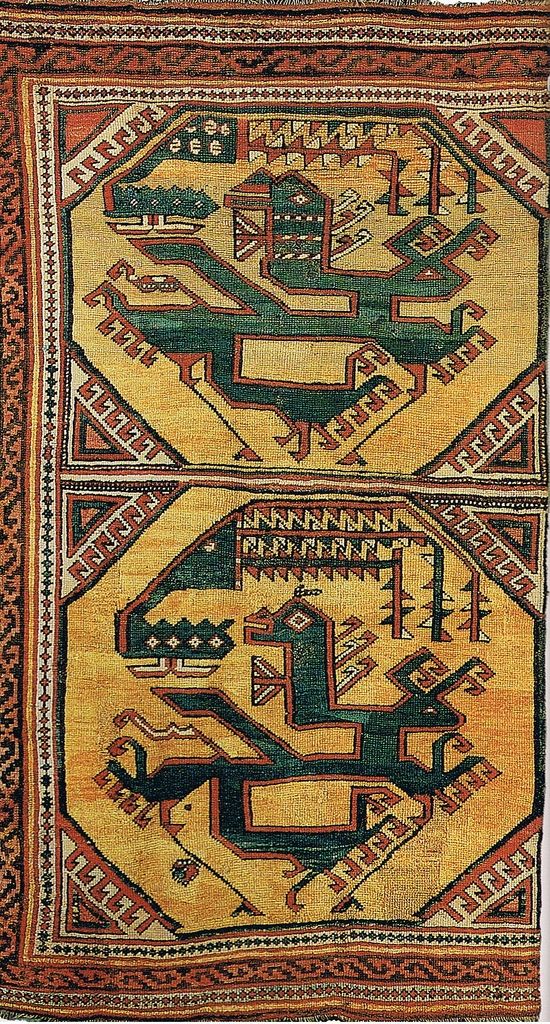
Catifa del drac i el fènix
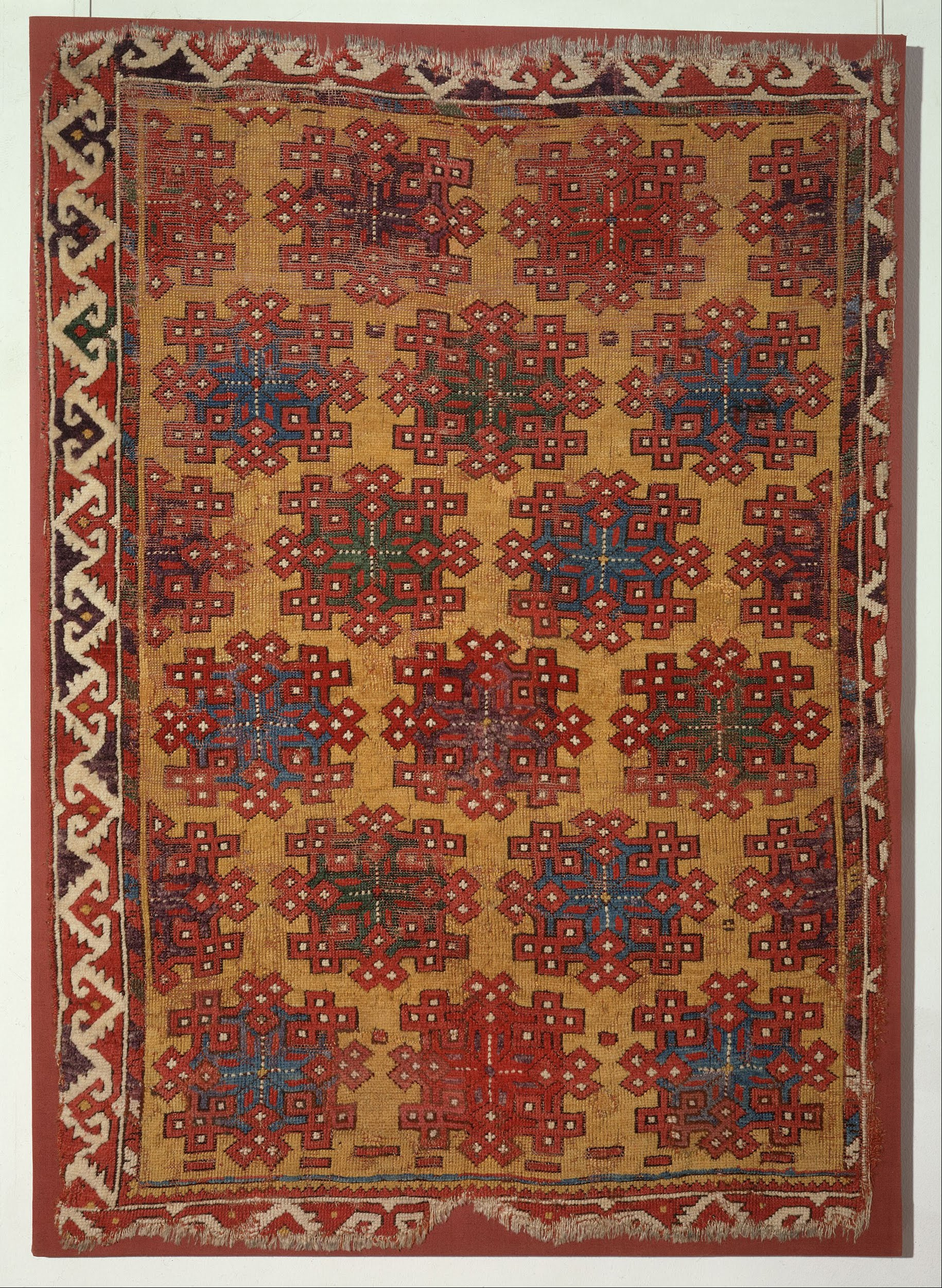
Catifa Holbein
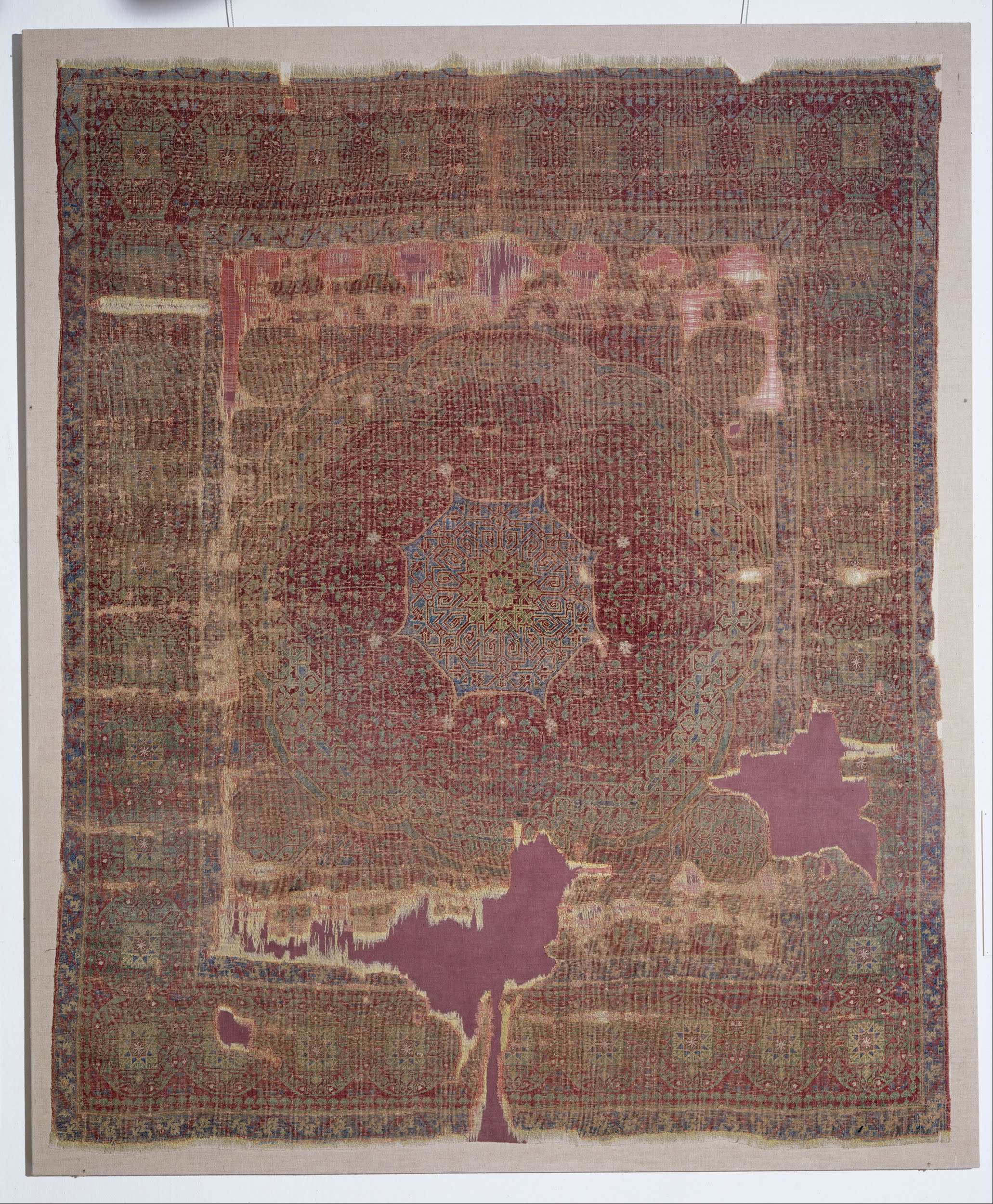
Catifa de pregària mameluca
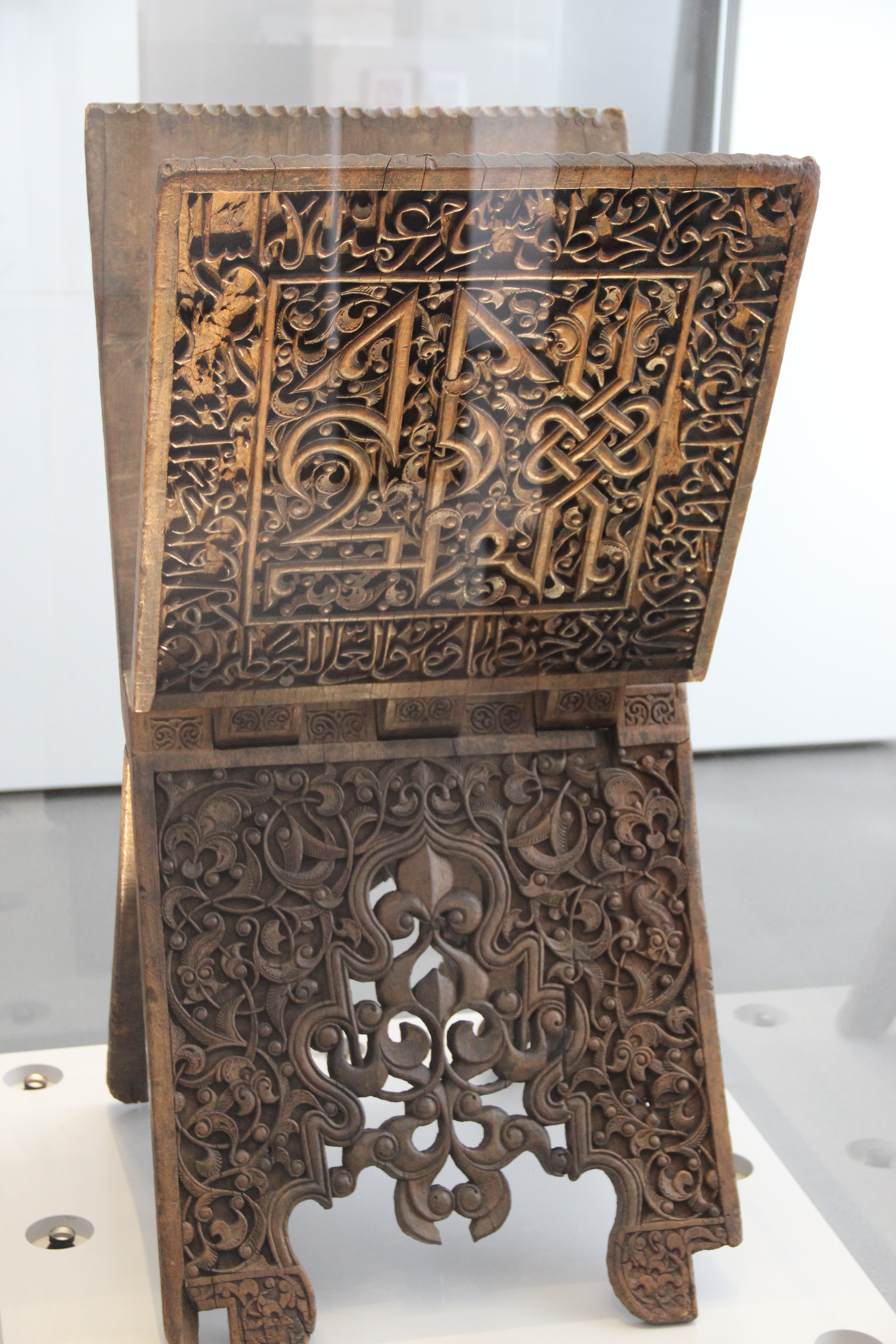
Escriptori plegable per a Alcorà
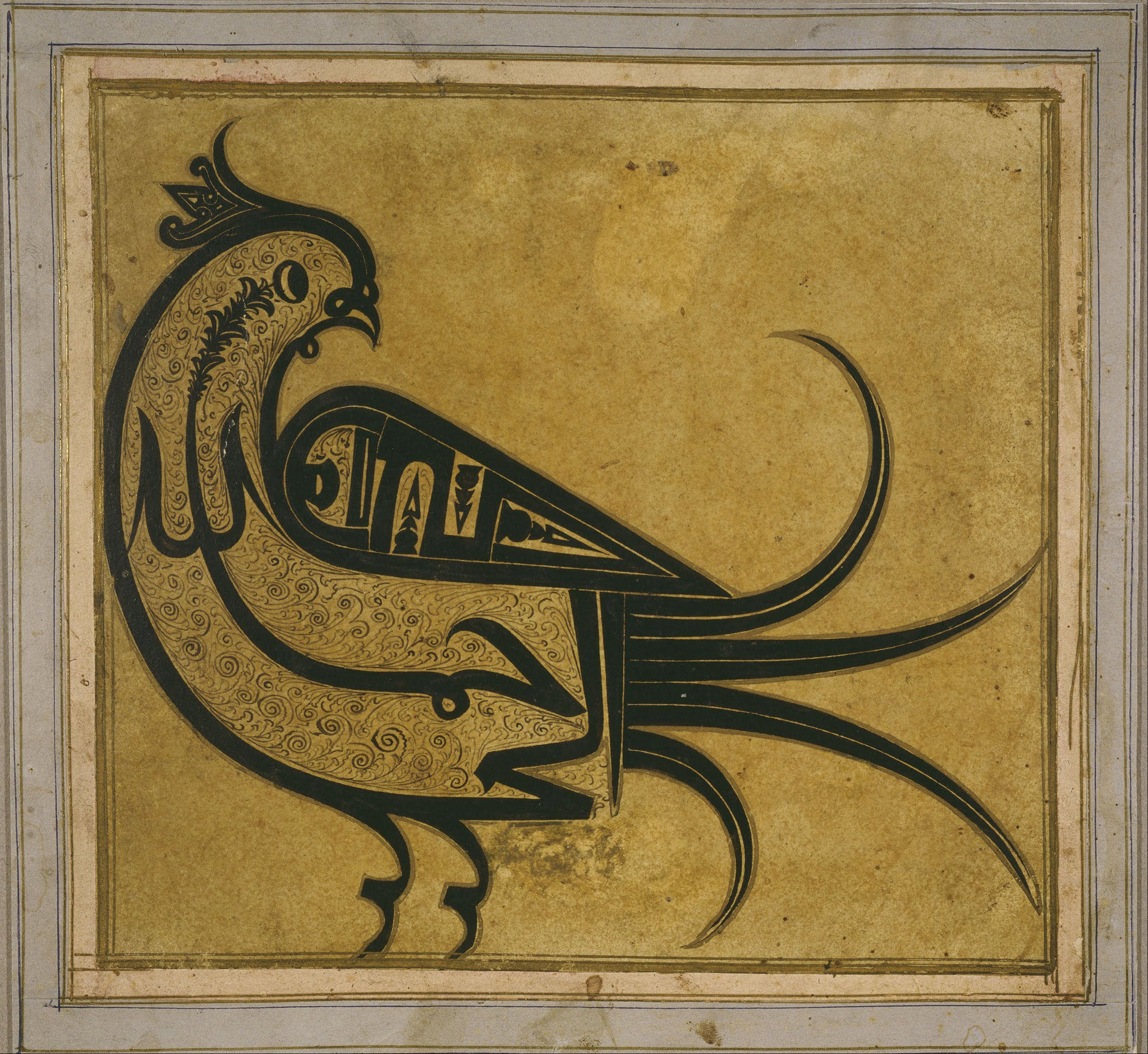
Cal·ligrafia
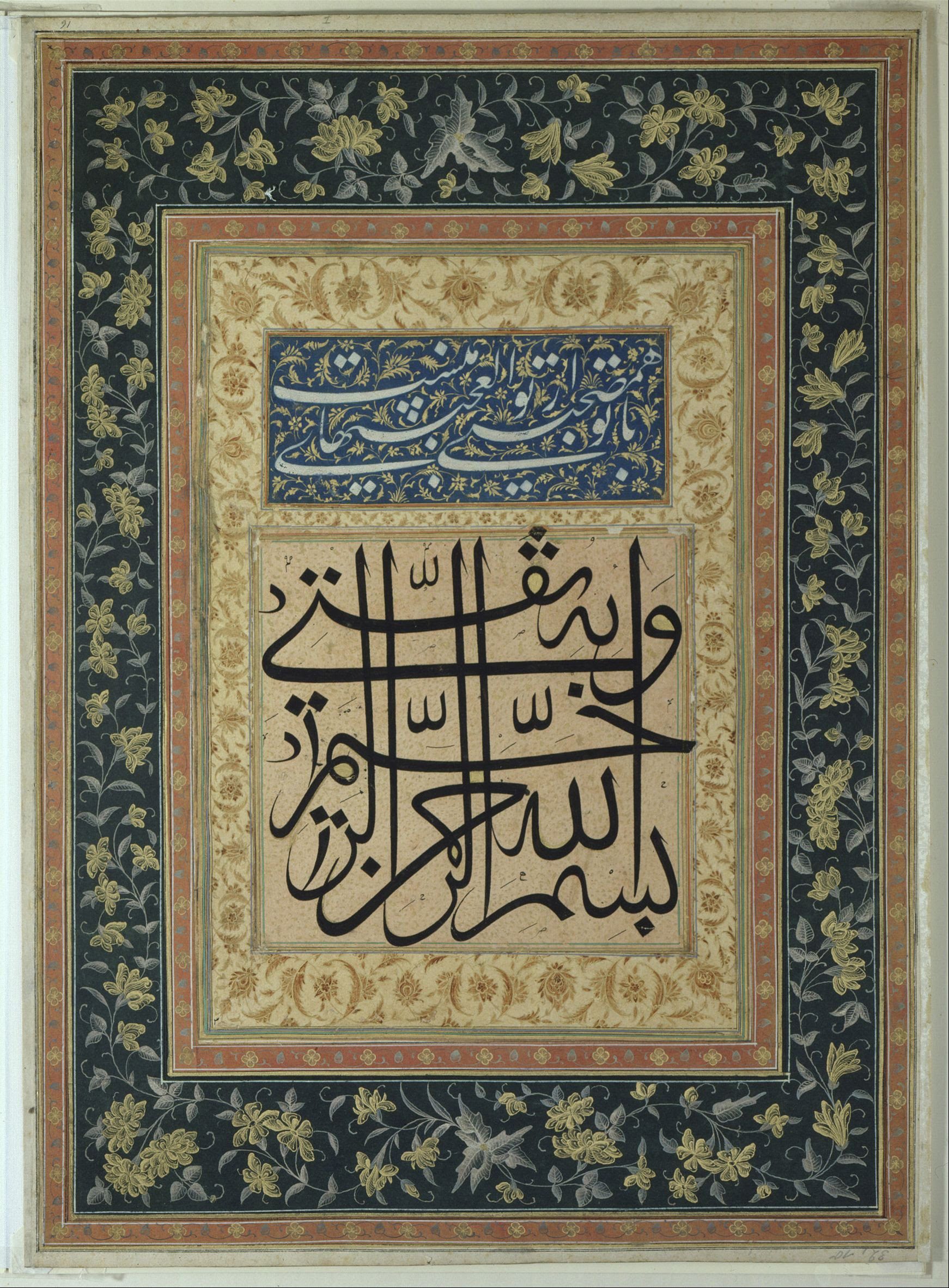
Pàgina ornamental cal·ligràfica
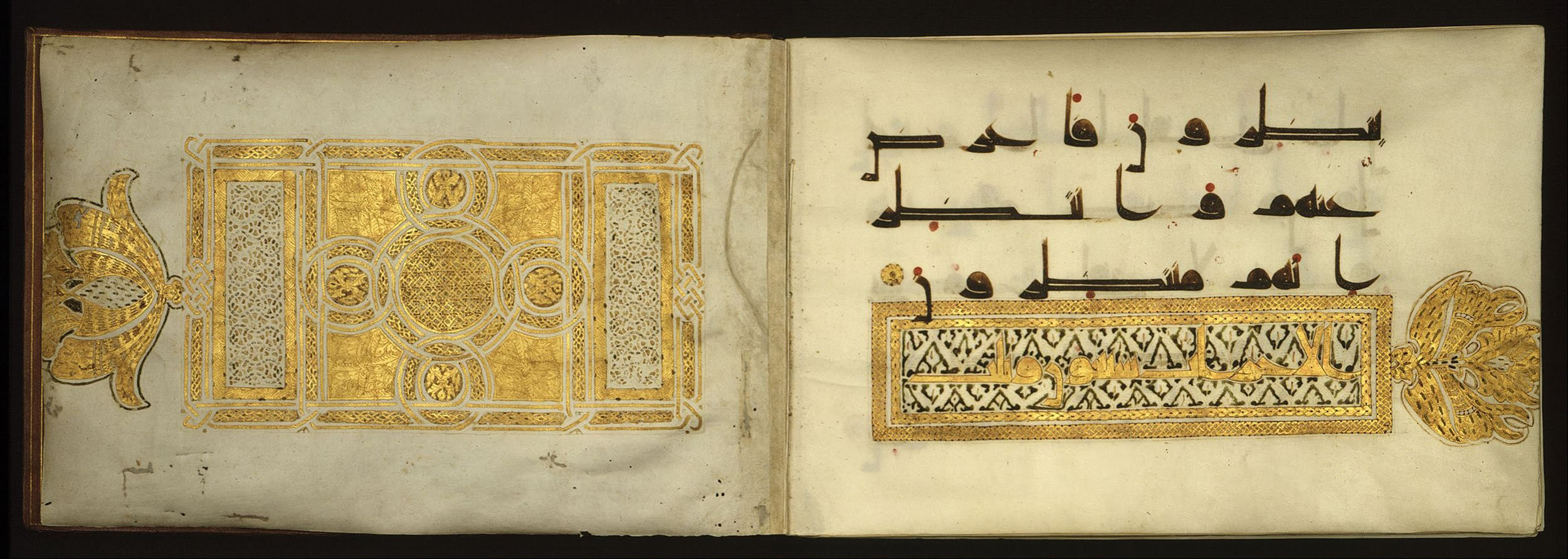
Fragment d'un Alcorà
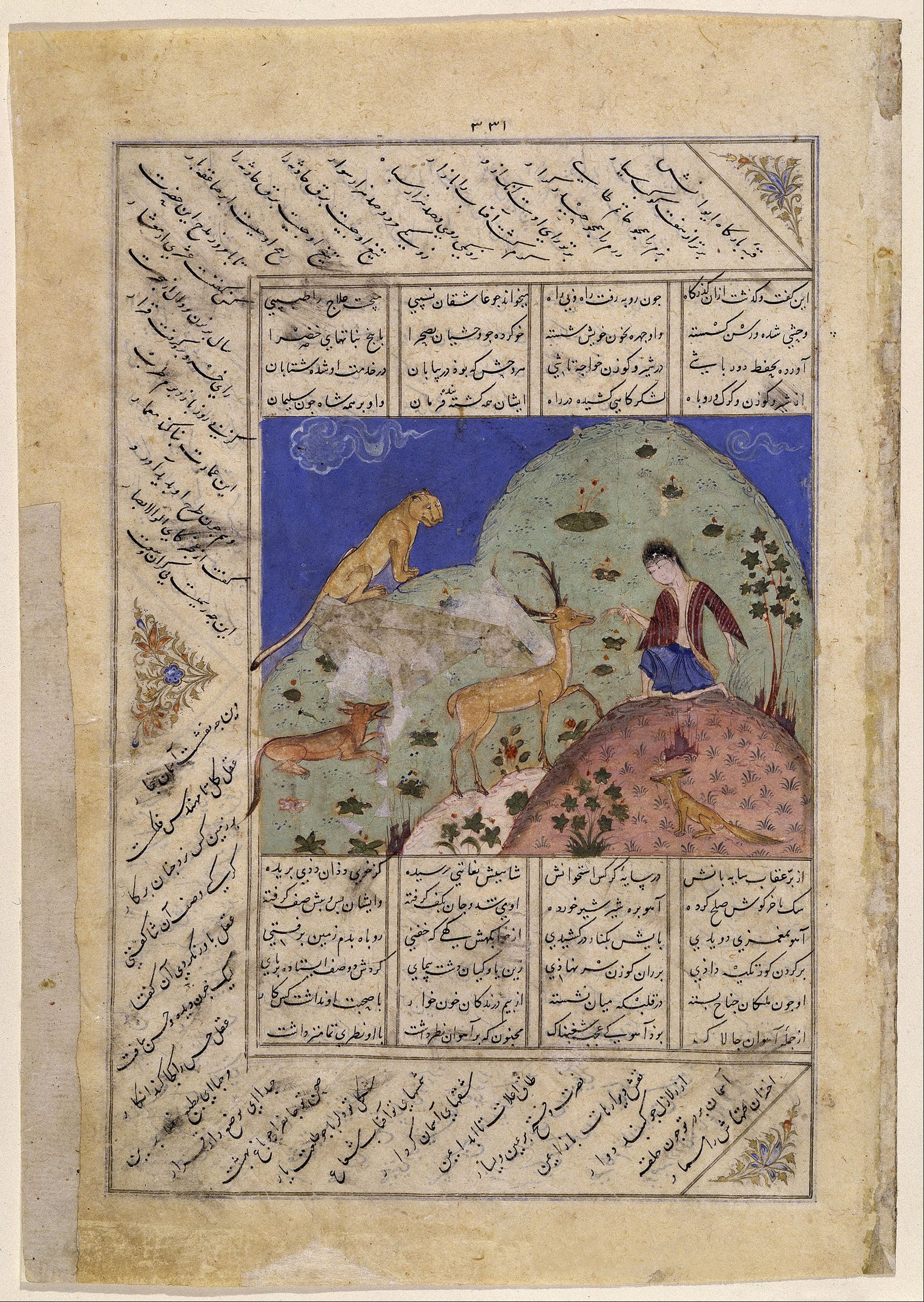
Majnun entre els animals salvatges del manuscrit Baysunghur
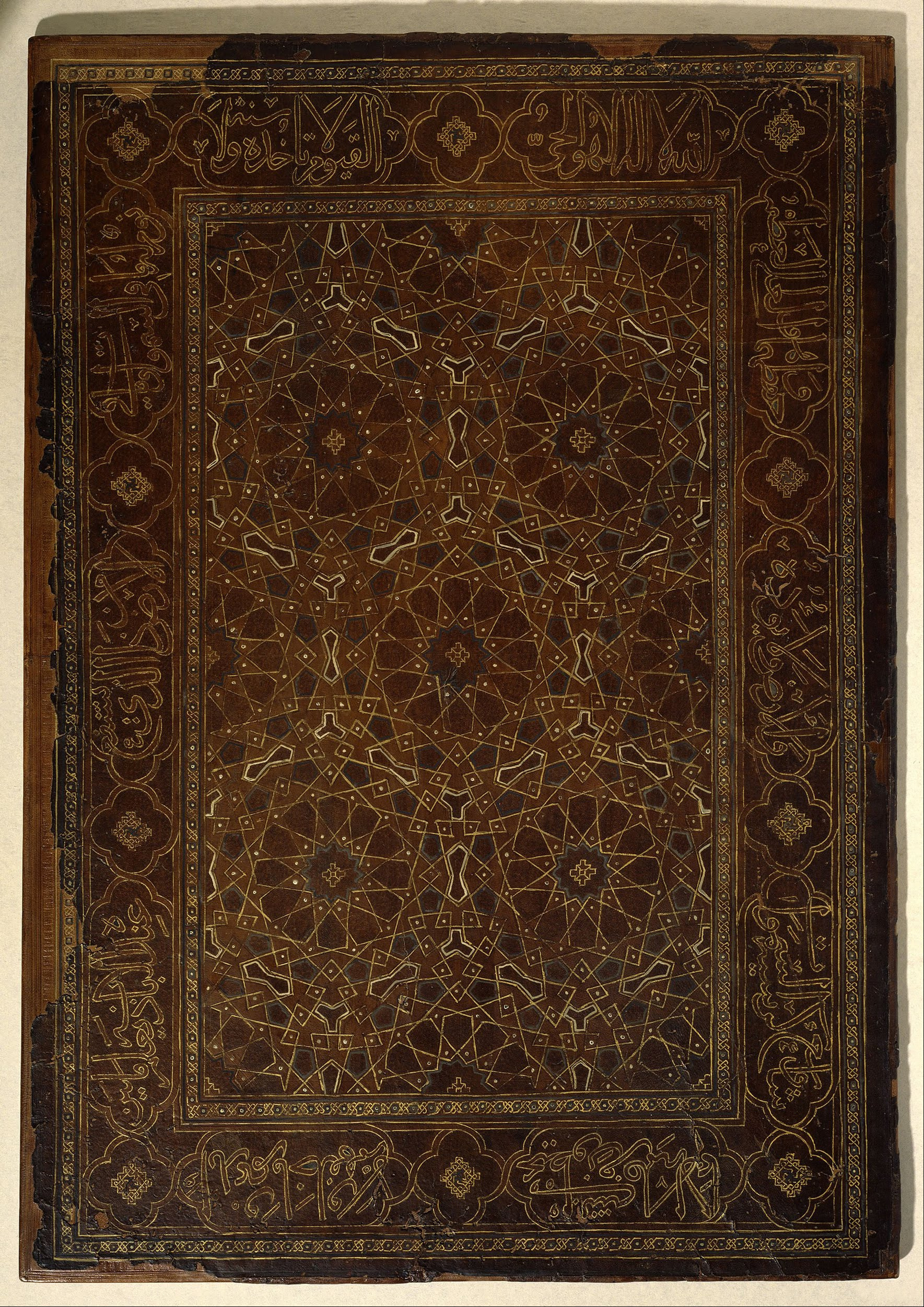
Enquadernació de llibre

## Història

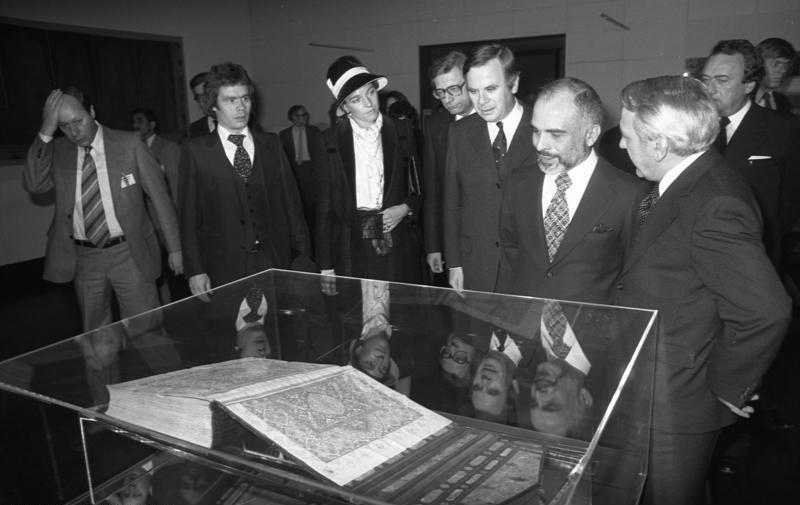
El rei Hussein i la reina Noor en el Museu d'Art Islàmic de Dahlem i el director Klaus Brisch (primer pla dret) (1978)

El museu va ser fundat el 1904 per Wilhelm von Bode com a departament islàmic del Museu Bode) i inicialment establert per Friedrich Sarre com a director honorari. L'ocasió va ser la donació de la Façana d'Al-Mushatta, que s'origina a partir d'un palau desert omeia inacabat situat al sud d'Amman pel sultà otomà Abdul Hamid II a l'emperador Guillem II. Part de la porció est de la façana i les ruïnes de l'estructura de la qual formava part romanen a Jordània. Juntament amb 21 catifes donades per Bode, la façana va constituir la base de la col·lecció. Al recentment construït Museu de Pergam, el museu es va traslladar a la planta superior de l'ala sud i s'hi va obrir el 1932. A causa de la Segona Guerra Mundial, l'exposició es va tancar el 1939.
Malgrat l'eliminació d'obres d'art i la fixació d'objectes que queden en el Museu Pergamon, la col·lecció va sofrir danys i pèrdues. Un cop de bomba va destruir una de les torres de les portes de la façana de Mshatta, i una bomba incendiària va cremar tota o part de valuoses catifes allotjades en una volta en la Mint. En 1954 la col·lecció va ser reoberta com el Museu Islàmic del Museu Pergamon. Els habitatges que havien estat remogudes a les zones d'ocupació van ser retornades al museu en Dahlem, on també van ser reexhibidas en 1954 per primera vegada després de la guerra. De 1968 a 1970, va haver-hi una exposició en el Palau de Charlottenburg. En 1971 es va inaugurar l'exposició permanent del Museu d'Art Islàmic en un nou edifici del complex museístic de Dahlem.
El 1958, el Museu Islàmic del Museu de Pergam de l'Illa dels Museus va rebre de nou la majoria de les obres d'art transferides a la Unió Soviètica del 1945 al 1946 com a art saquejat. Amb la restauració d'altres objectes de col·lecció importants, el 1967 es va poder obrir al públic totes les sales d'exposicions. Basat en el Tractat d'Unificació, els dos museus es van fusionar organitzativament el 1992 amb el nom de Museum of Islamic Art. Al lloc de Dahlem, l'exposició es va tancar el 1998. El 2000 es va inaugurar una exposició permanent de nou disseny a la planta superior de l'ala sud del museu de Pèrgam.

### Directors
La història de la col·lecció va ser modelada significativament pels respectius caps i directors, que van influir simultàniament en el desenvolupament de la història de l'art islàmic a Alemanya.
| Wilhelm von Bode  | Wilhelm von Bode  | 1904-1921                                   | 1904-1921                                               |
| Friedrich Sarre   | Friedrich Sarre   | 1921–1931                                   | 1921–1931                                               |
| Ernst Kühnel      | Ernst Kühnel      | 1931–1951                                   | 1931–1951                                               |
| Dahlem            | Dahlem            | Illa dels Museus                            | Illa dels Museus                                        |
| Kurt Erdmann      | 1958–1964         | Wolfgang Dudzus                             | 1959–1965 Director del Museu Islàmic                    |
| Klaus Brisch      | 1966–1988         | Volkmar Enderlein                           | 1965–1971 director en funcions, 1971–1978 amt. Director |
| Michael Meinecke  | 1988-1991         | Volkmar Enderlein                           | 1978-1991                                               |
| Michael Meinecke  | Michael Meinecke  | 1992-1995                                   | 1992-1995                                               |
| Volkmar Enderlein | Volkmar Enderlein | 1995-2001                                   | 1995-2001                                               |
| Claus-Peter Haase | Claus-Peter Haase | 1 de desembre de 2001 - 31 de gener de 2009 | 1 de desembre de 2001 - 31 de gener de 2009             |
| Stefan Weber      | Stefan Weber      | des de l'1 de febrer de 2009                | des de l'1 de febrer de 2009                            |

## Exposicions

### Exposicions permanents
- Des del 2000: Cultures islàmiques[10]
- Des del 2016: relacions transculturals, biografies globals: art islàmic[11]

### Exposicions especials
2013
- Samarra - Centre del Món.

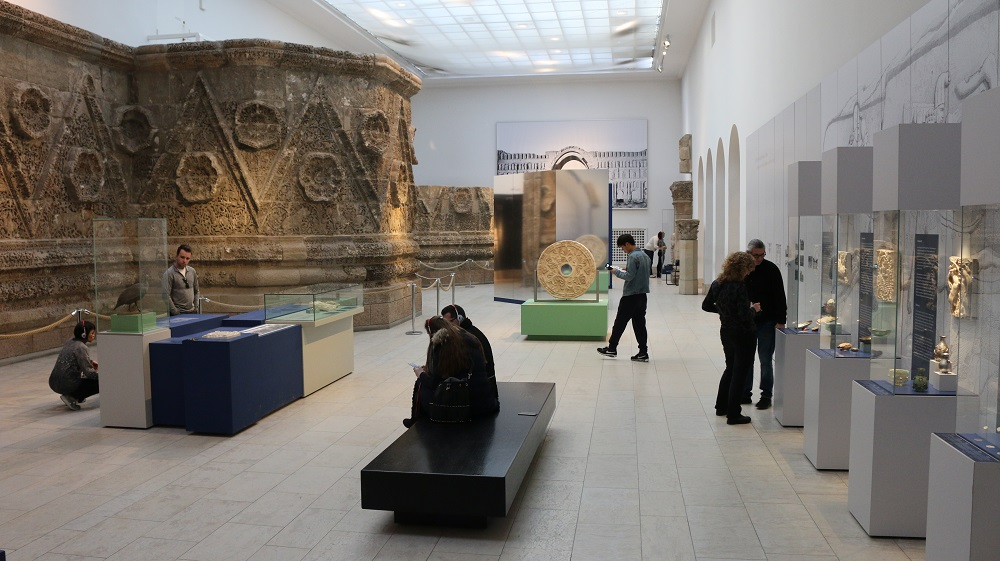
Exposició especial El llegat dels reis antics. Madaim i les fonts perses de l'art islàmic (2016-2017)

- Obres mestres de les pintures de Seraglio dels àlbums adhesius de Heinrich Friedrich von Diez
- Teixits impresos de tombes egípcies.
- Ornament i llengua: enquadernacions de llibres del món islàmic.

2014
- Indulgència i intoxicació. Vi, tabac i drogues a les pintures índies.
- Orgull i passió. Representacions d'homes en el període mogol.
- Mshatta a Focus. El castell del desert jordà en fotografies històriques.

2015
- Pícnic al parc. Jardins en pintura islàmica en miniatura
- Aatifi - Notícies de l'Afganistan.
- Com va arribar l'art islàmic a Berlín. El col·leccionista i director del museu Friedrich Sarre

2016
- Viatgers místics: sufís, ascetes i homes sants.
- Lectura: sentir paraules d'Introducció a l'Alcorà a les col·leccions de Berlín.
- Contrasta Síria. Fotografies de Mohamad Al Roumi
- El llegat dels antics reis. Madain i les fonts perses de l'art islàmic.

2017
- Iran. Alba de la modernitat.
- Meravella fidel: tradicions bíbliques al món islàmic.
- Acollidor: catifes de pintures en miniatura índies.

2018
- Posat | Escala. Una instal·lació de Felekşan Onar.
- Còpia i domini.
- La galeria al llibre. Llibres de retalls islàmics
- Cinta Artística
- Amb sentit de la proporció. Obres mestres d'arquitectura al Iemen